# Beata Rybarska

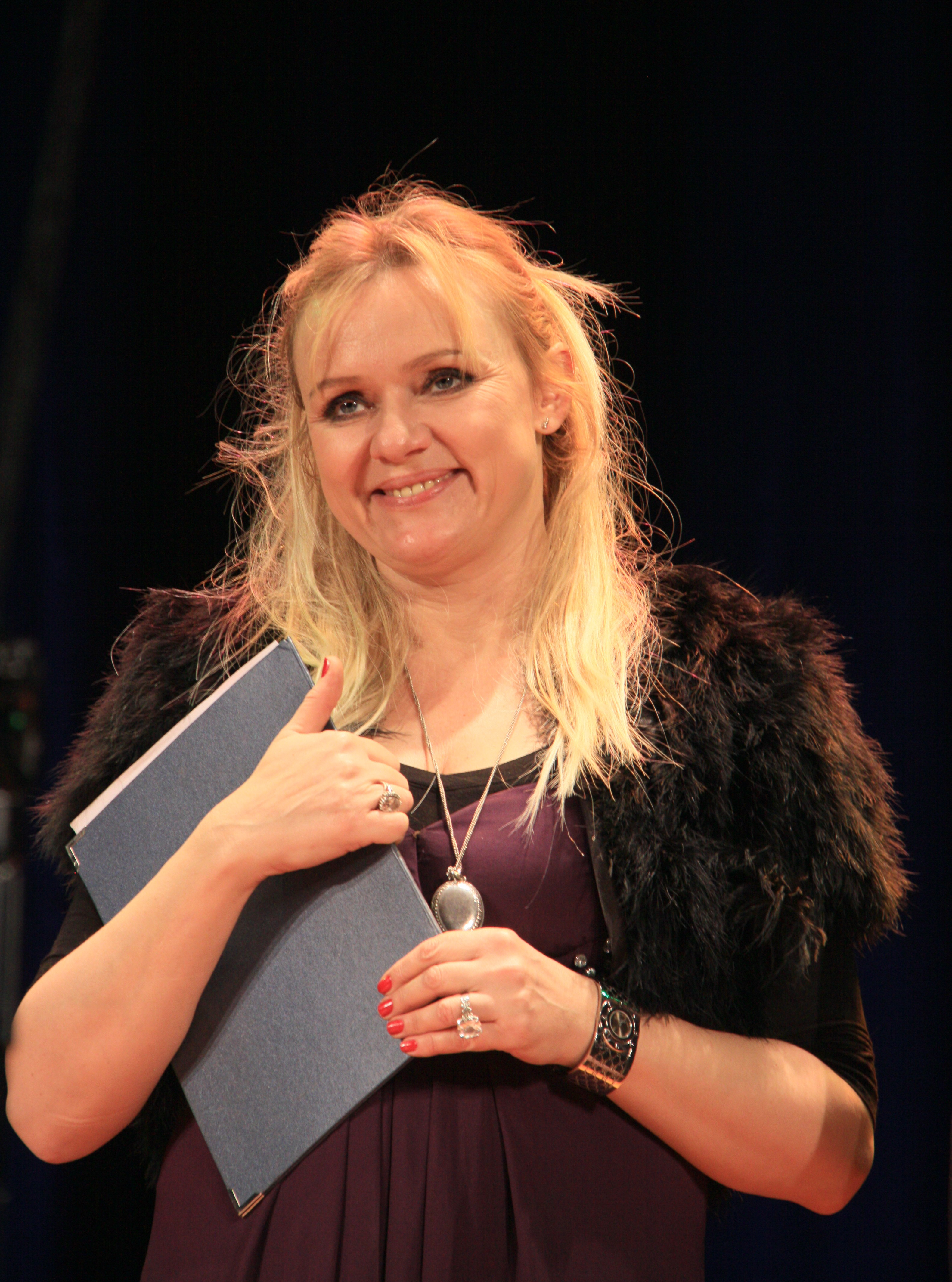
Beata Rybarska, Busko-Zdrój, 25.01.2012r.

Beata Rybarska, także Beata Rakowska-Rybarska (ur. w 1966) – polska aktorka i artystka kabaretowa. Wraz z Łukaszem Rybarskim, Maurycym Polaskim, Andrzejem Kozłowskim i Tomaszem Olbratowskim tworzy Kabaret pod Wyrwigroszem (od 1990 roku, pod obecną nazwą od 1994). Absolwentka PWST w Krakowie (dyplom w roku 1991).
W latach 1991–1994 była aktorką krakowskiego Teatru im. Juliusza Słowackiego. Popularność zyskała głównie przez występy w kabarecie, m.in. w wielu programach telewizyjnych. Na estradzie wciela się często w role prostych, wiejskich kobiet. Parodiuje też postaci z życia publicznego, m.in. Dodę. Jest felietonistką tygodnika "Na żywo".
Od lipca 2022 wraz ze swoim mężem Łukaszem, współprowadzi wybrane wydania porannego magazynu rozrywkowo-informacyjnego Poranny rogal, który jest emitowany premierowo przez pięć dni w tygodniu na antenie kanału Zoom TV.

## Role teatralne
- 1991: Klątwa jako chór (reż. Jerzy Goliński)
- 1992: Wesele Figara jako Zuzanna (reż. Anna Polony)
- 1992: Top Girls jako Isabella Bird; Joyce (reż. Katarzyna Deszcz)
- 1992: Sceny z egzekucji jako Suporta (reż. Andrzej Pawłowski)
- 1993: Pożegnanie jesieni jako Gina (reż. Mikołaj Grabowski)
- 1994: Farsa z ograniczoną odpowiedzialnością jako Maryśka Walczak (reż. Andrzej Kierc)
- 1997: Listopad (reż. M. Grabowski, Teatr Telewizji)

## Filmografia
- 2000–2001: Klinika Pod Wyrwigorszem jako Viola (reż. Ł. Rybarski)
- 2005: Szanse finanse jako fryzjerka Małgosia Szymańska, żona Łukasza (reż. Ł. Rybarski)

## Życie prywatne
Jest żoną Łukasza Rybarskiego, ma dwie córki – Julię i Zuzannę.